# Icius insolidus
Icius insolidus är en spindelart som först beskrevs av Wesolowska 1999.  Icius insolidus ingår i släktet Icius och familjen hoppspindlar. Inga underarter finns listade i Catalogue of Life.